# Таэнса
Таэнса, таенза, (варианты написания в европейских источниках: Taensa, Tahensa, Tinsas, Tenisaw, Taënsa, grands Taensas, Taenso, Takensa, Tenza, Tinza) — исчезнувший индейский народ, обитавший на северо-востоке современного штата Луизиана на побережье озера Сент-Джозеф к западу от реки Миссисипи в области между реками Язу и Сент-Кэтрин-Крик. Впервые упоминаются в 1682 году в сообщении Николя де ля Саль, первого французского губернатора Луизианы, когда их численность по оценкам составляла около 1200 человек в нескольких поселениях.
Значение названия неизвестно; предполагается, что это было их самоназвание. Соседнее племя читимача называло их Chō´sha.

## История

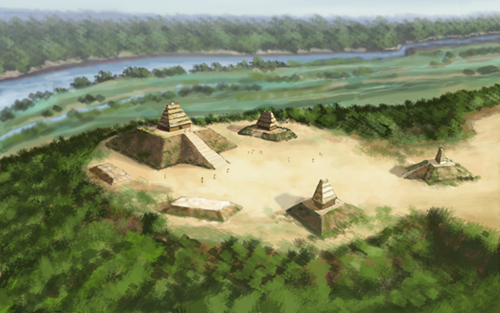
Прото-натчезанский (1200-1500 годы н. э.) храм и площадь Анна (место)

### Дописьменный период
Плакеминская культура считается общим предком таэнса и соседнего народа натчез.

### Контакт с европейцами

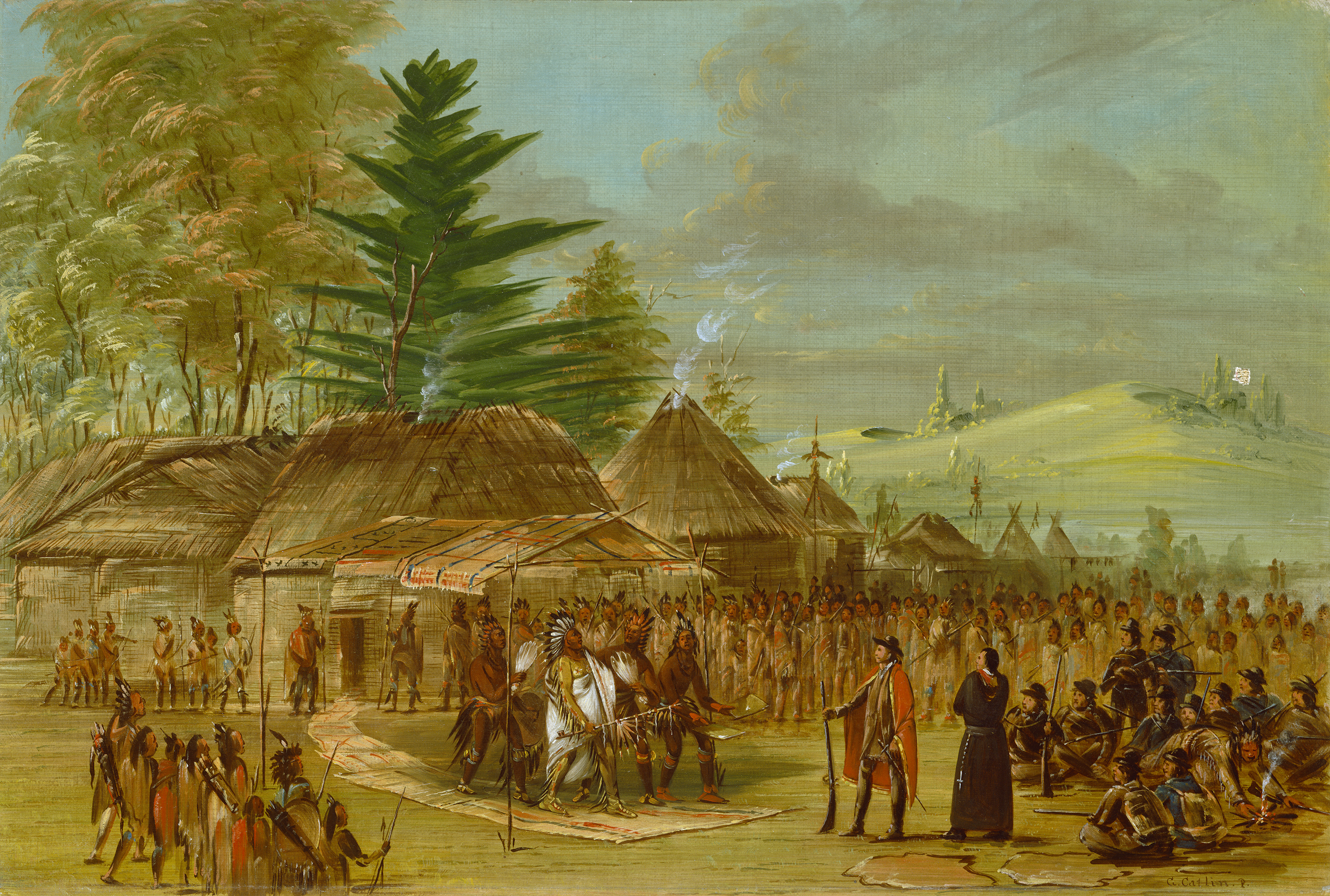
Джордж Кэтлин - Саль, Николя де ля встречает таэнса (ок. 1847)

Французские миссионеры посетили племя таэнса около 1700 года и основали свою миссию в области между племенами таэнса, туника-билокси и натчез. В 1699 году у племени таэнса насчитывалось 7 деревень. В то время они обитали вдоль реки Миссисипи к югу от туника, около реки Язу. Первоначально отношения между таэнса и французами были дружественными, однако соперничество между европейскими державами (Англией, Францией и Испанией) привело к бедствиям индейцев во всём регионе.
В 1700 году, как отмечал французский миссионер Монтиньи, эпидемия погубила много членов племени таэнса. Помимо этого, таэнса и ряд других соседних племён страдали от набегов чикасо, которые захватывали пленных для продажи британским работорговцам, которые, в свою очередь, перепродавали их через рынки в Южной Каролине. Натчезы и язу нередко заключали союзы с чикасо для нападения на племена таэнса и туника. Во время Войны натчезов 1729 года таэнса и туника были вынуждены мигрировать на юг на территорию современного штата Луизиана.
В 1706 году были вынуждены переселиться на юг, спасаясь от набегов чикасо, охотившихся за рабами, в результате чего они оказались соседями племени байогула. Вскоре после этого таэнса напали и сожгли деревню байогула, а позднее воевали с племенем хоума. В 1715 году таэнса поселились на реке Тенсо (восточный приток реки Мобил, названный в честь данного племени) к северу от Мобильского залива. В 1764 году они поселились рядом с племенами апалачи и пакана на западе Миссисипи.
В начале XIX века таэнса обратились к испанцам с прошением позволить им переселиться в Техас, однако это прошение не имело реальных последствий. В конце концов, остатки племени таэнса растворились среди племён читимача, атакапа и алабама, проживавшими на Красной реке и Бэйю-Бёф.

## Культура

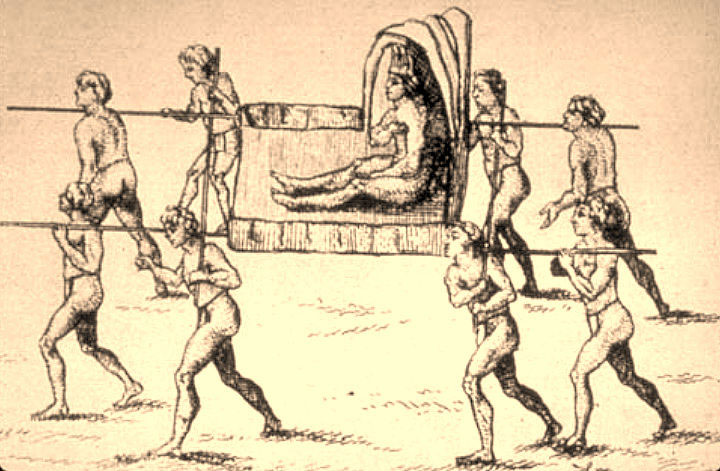
Рисунок Пратц, Антуан-Симон ле Паж ду Великое Солнце натчез в паланкине

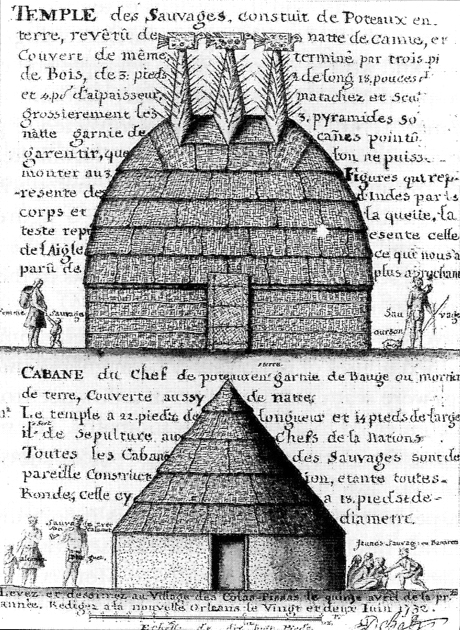
Великий Храм на кургане С в Большой деревне натчез и хижина вождей (рисунок Александра де Баца)

Племя таэнса занималось земледелием, строили лодки-каноэ. Жили они в крупных домах с «земляными стенами» (предположительно из брёвен, скрепленных глиной), покрытыми крышей из плетёного тростника.
Вожди таэнса имели абсолютную власть, к ним относились с большим уважением, что сильно отличало их от северных племён, где вожди были скорее просто «уважаемыми людьми». По сообщениям европейских путешественников, во время церемониального визита к Ла-Салю вождя сопровождала группа людей, которые собственными руками подметали перед ним дорогу. Одни учёные предполагают, что существовавшая у таэнса традиция абсолютной власти вождей исчезла у подавляющего большинства соседних племён ко времени первых контактов коренных американцев с европейцами. Другие напротив убеждены, что у соседей данная традиция ещё не сформировалась, а таэнса таким образом стояли на более высокой ступени социального развития. Вторая точка зрения представляется более убедительной в случае сравнения социальной иерархии, существовавшей в культурах нижней части бассейна реки Миссисипи и Мезоамерики.
Миссионеры отмечали, что у таэнса была сложная система религиозных представлений.
Социальная организация напоминала организацию близкородственного племени натчез — здесь также имелась сложная социальная иерархия и практика человеческих жертвоприношений. Главными божествами были солнце и змея. На вершине храма с куполом были изображения трёх орлов, обращённых ликами к восходящему солнцу, наружные стены и крыша из тростника были целиком выкрашены в красный цвет, и весь храм окружён деревянным палисадом из колов, на каждый из которых был насажен человеческий череп жертвы ранее совершённого человеческого жертвоприношения. Внутри храма стоял алтарь со связкой скальпов и горел огонь, который постоянно поддерживали два старых жреца. Когда вождь умирал, вместе с ним убивали его жён и челядь, чтобы их духи могли сопровождать вождя в загробный мир.

## Язык
Французские миссионнеры Франсуа Жолье де Монтиньи и Жан-Франсуа Бюиссон де Сен-Косм отмечали, что таэнса говорили на языке натчез, которым они оба владели.
Широкое распространение мобильского жаргона в качестве лингва-франка на востоке США привело лингвистов к ложному выводу, что таэнса и многие другие племена вдоль Миссисипи и побережья Мексиканского залива говорили на маскогских языках.

## Подделка Жана Паризо
В 1881 году Жан Паризо (Jean Parisot), французский семинарист из г. Пломбьер, опубликовал грамматический очерк, словарь и подборку текстов (в том числе песни) якобы на языке таэнса. Это вызвало сенсацию среди лингвистов, однако в 1908—1910 годах Джон Суонтон разоблачил эту публикацию как фальшивку.